# 담금질

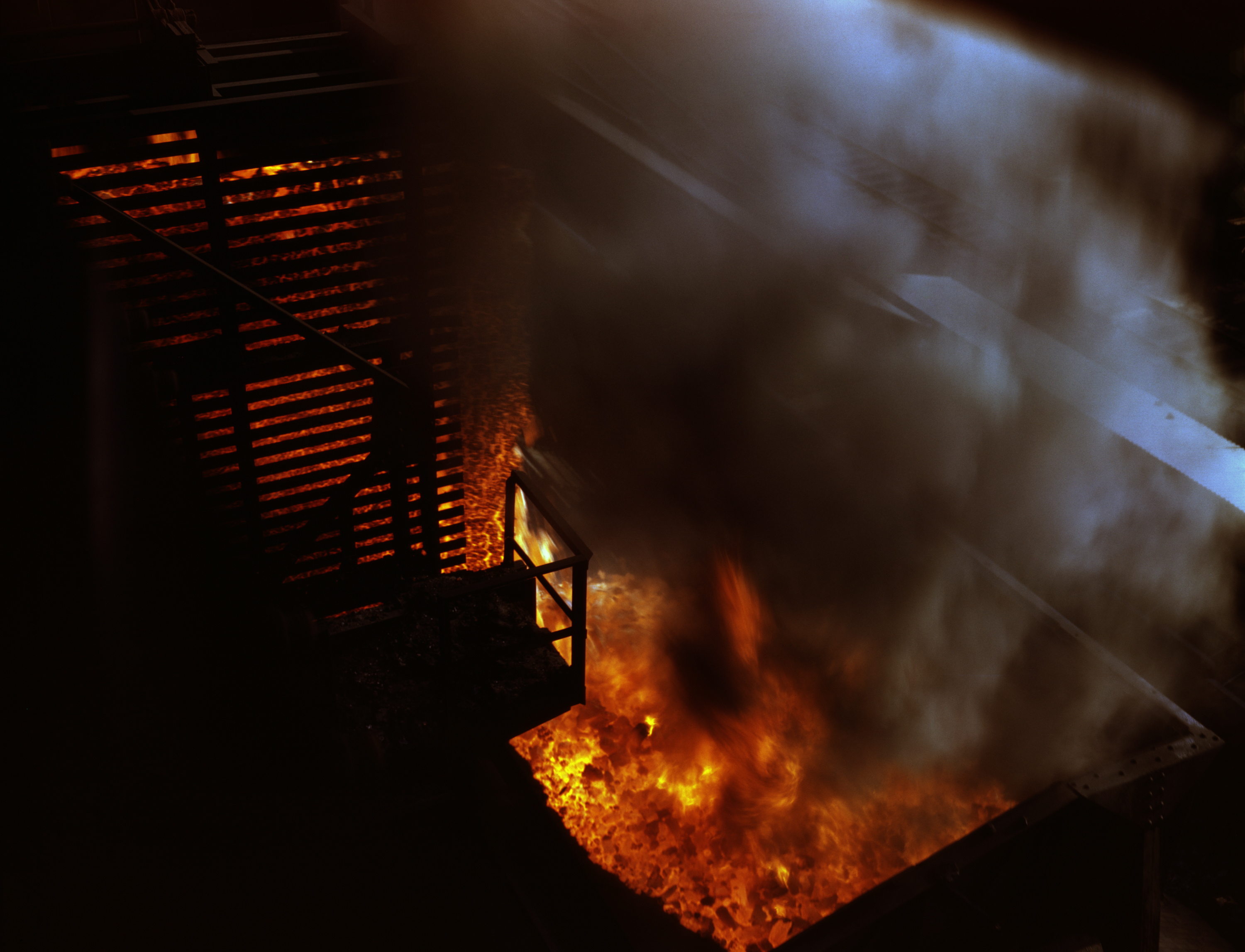

담금질(quenching)은 금속재료를 높은 온도로 가열한 다음 급냉시켜 경도를 높여주는 작업이다.

## 조직의 경도가 큰 순서
1. 시-마-트-소-(베)-펄-오-페

- 시멘타이트(Cementite) HB820 Fe3C-6.68%C와 Fe 간의 화합물
- 마르텐사이트(Martensite) - 열처리 후 가장 높은 경도
- 트루스타이트
- 소르바이트
- 베이나이트
- 펄라이트(Pearlite) HB225 페라이트와 시멘타이트의 공석정
- 오스테나이트(Austenite) HB155 감마철(γ-Fe)에 최대 2.0%까지 탄소를 고용한 고용체. 비자성체이며 전기저항이 크다. 인장강도에 비해 연신를이 크다
- 페라이트(Ferrite) HB90 알파철(α-Fe)에 0.025% 이하의 탄소를 고용한 고용체. 강자성체이며 전성과 연성이 크다.

## 같이 보기
- 풀림
- 담금질 기법
- 열처리